# Överingenjör
Överingenjör är yrkestitel för vissa ingenjörer med chefsbefattning.
I äldre tid var överingenjör vid Statens Järnvägar titel på chefen för järnvägsbyggnaderna och på chefen för huvudverkstäderna; vid Vattenfallsstyrelsen på chefen för Byggnadsbyrån, vid Stockholms stads förvaltning titel på chefen för hamnbyggnader och för chefen för gas- och elektricitetsverket, vid Telegrafstyrelsen titel på chefen för telefonanläggningarna; vidare titel på en ämbetsman vid Göta kanalverk och en på Jernkontorets stat. Vid många enskilda storindustriella verk var överingenjör titeln på den tekniske chefen.
I Sverige är titeln numera sällan använd, men förekommer i betydligt högre utsträckning i Norge och Finland.[källa behövs]